# 宮崎松次郎
宮崎 松次郎（みやざき まつじろう、1875年（明治8年）12月23日 - 1936年（昭和11年）2月12日）は、明治末から昭和前期の醸造家、政治家。衆議院議員、福岡県田川郡添田町長。旧姓・森。

## 経歴
福岡県仲津郡、後の京都郡犀川村（犀川町を経て現みやこ町）で、森太七郎の長男として生まれる。福岡県立豊津中学校（現福岡県立育徳館中学校・高等学校）で学んだ。1892年（明治25年）7月、田川郡添田村（現添田町）の醤油醸造業「龍水」当主・宮崎磋造の養子となり、1909年（明治42年）5月に家督を相続し家業の醤油醸造業を営む。日露戦争に従軍した。
その後、添田町会議員、田川郡会議員、同参事会員などを務めた。1913年（大正2年）福岡県会議員に選出され3期在任し、同参事会員も務めた。政友会の地盤であった田川郡に民政党の勢力拡大に尽力した。1924年（大正13年）5月、第15回衆議院議員総選挙に福岡第16区から憲政会公認で出馬して当選し、その後立憲民政党に所属して衆議院議員に1期在任した。また1924年6月に添田町長に就任し1928年（昭和3年）6月まで務めた。
その他、所得調査委員、営業税調査委員、土地収用審査員、地方森林会議員などを歴任した。